# 納粹追兇
《納粹追兇》（英語：Apt Pupil）是史蒂芬金于1982年收錄於《四季奇譚》的中篇小說，故事副標題為『夏日沉淪』（"Summer of Corruption"）。標題原文意思為『資優生』。

## 故事形式
故事分為29個章節，全部在2星期內完成。故事發生的地點於加州聖地牙哥的虛構郊區小鎮『聖土多奈多』。在時間上，這故事橫跨了4年，第一年和最後一個月的對話佔了大半的篇幅。這是《四季奇譚》中唯一以第三人稱為敘事的故事。

## 故事簡介
中學資優生塔德·包登無意間在搭公車時，發現一個納粹戰犯古特·杜山德（在美國，他用假名亞瑟·但克），並找到了他的住處。塔德以他的拍的照片及擁有的資料威脅杜山德，條件是杜山德必須把他在二戰時期做的一切鉅細靡遺地告訴塔德。久而久之，杜山德表明自己把他們之間的事寫在十二頁份的報告中，而那份報告被他存放在他銀行的保險櫃中，如果杜山德死了，保險櫃的內容將會被公佈。杜山德擁有塔德的弱點，而塔德也是。最後兩人的奇妙關係演變成一場悲劇。

## 作品改編
- 1995年，挑戰者劇團將此故事改編為舞台劇，並於芝加哥文化中心布萊德利音樂廳演出。由克里斯多福·強森改編並導演。由電影演員威廉·J·諾里斯飾演古特·杜山德。
- 1998年新力影業將《納粹追兇》改編成電影《誰在跟我玩遊戲》。由布萊恩·辛格導演，布萊德·藍佛飾演塔德·包登，伊恩·麥克連飾演古特·杜山德。